# Trigonospila ludio
Trigonospila ludio är en tvåvingeart som först beskrevs av Zetterstedt 1849.  Trigonospila ludio ingår i släktet Trigonospila och familjen parasitflugor. Arten är reproducerande i Sverige. Inga underarter finns listade i Catalogue of Life.